# Diamant des Nouvelles-Hébrides
Erythrura regia
Espèce
Statut de conservation UICN

 VU C2a(i) : Vulnérable
Le Diamant des Nouvelles-Hébrides (Erythrura regia) est une espèce de petit passereau se trouvant au Vanuatu.

## Description
Il mesure 11 cm. Il a la tête, la queue et le croupion rouges. Il a la queue très courte. Il a la nuque, le menton, la gorge, la poitrine, les 3/4 du ventre et le sus-ailaire (début des ailes) bleu-cobalt. Il a la fin du ventre vert. Le régime primaire, secondaire et tertierre (fin des ailes) sont verts. Il a le bec noir. La femelle est plus terne que le mâle. Seul le mâle chante.

## Habitat et alimentation
Cet oiseau vit sur les îles de Gaua, Santo, Aoba, Pentecote, Mallicolo, Ambrun, Lopevi, Epi et Tongoa (Vanuatu). Il fréquente les terrains boisés ou herbeux. Il est très farouche et s'enfuit dès qu'on l'approche. Il se nourrit de graines et de fruits, surtout de figues.

## Reproduction
La femelle pond 3 ou 4 œufs qui éclosent après 14 jours.

## Référence
- Dupuyoo M. (2002) Diamants, Papes et Capucins. Estrildés de l'Indo-Pacifique. Jardin d'Oiseaux Tropicaux, La Londe les Maures, 240 p.
- (en) Congrès ornithologique international : Erythrura regia dans l'ordre Passeriformes (consulté le 19 mai 2015)
- (en) Zoonomen Nomenclature Resource (Alan P. Peterson) : Erythrura regia